# Parlamentní volby v Moldavsku 1994
Parlamentní volby v Moldavsku v roce 1994 byly předčasné parlamentní volby v Moldavsku, které se konaly 27. února 1994. Jednalo se o první soutěžní volby v zemi, které následovaly po patové situaci v parlamentu v otázce vstupu do Společenství nezávislých států. Výsledkem bylo vítězství Demokratické agrární strany Moldavska (PDAM), která získala 56 ze 104 mandátů.

## Volební systém
V roce 1993 byl přijat nový volební zákon, který odňal právo volit vojákům v činné službě a zároveň odňal právo kandidovat ve volbách všem příslušníkům armády, soudnictví, policie, národních bezpečnostních služeb a státním zástupcům. Nejvyšší soud zřídil zvláštní ústřední volební komisi, která se skládala z pěti soudců soudu a jednoho zástupce každé strany nebo aliance. Parlament byl volen poměrným zastoupením v jednom celostátním volebním obvodu. Volební práh byl stanoven na 4 % pro nezávislé kandidáty i politické strany.

## Výsledky
|                           |                                                     |           |       |         |
| Subjekt                   | Subjekt                                             | Hlasy     | %     | Mandáty |
|                           | Demokratická agrární strana                         | 766 589   | 43,18 | 56      |
|                           | Socialistická strana – Hnutí za jednotu             | 390 584   | 22,00 | 28      |
|                           | Blok rolníků a intelektuálů                         | 163 513   | 9,21  | 11      |
|                           | Aliance křesťansko-demokratické lidové fronty       | 133 606   | 7,53  | 9       |
|                           | Sociálně demokratický blok (PDSM–LNTM–UTM–MDD–FITU) | 65 028    | 3,66  | 0       |
|                           | Sdružení žen v Moldavsku                            | 50 243    | 2,83  | 0       |
|                           | Demokratická strana práce Moldavska                 | 49 210    | 2,77  | 0       |
|                           | Reformní strana                                     | 41 980    | 2,36  | 0       |
|                           | Demokratická strana                                 | 23 368    | 1,32  | 0       |
|                           | Sdružení obětí totalitního režimu                   | 16 672    | 0,94  | 0       |
|                           | Republikánská strana                                | 16 529    | 0,93  | 0       |
|                           | Ekologická strana "Zelená aliance"                  | 7 025     | 0,40  | 0       |
|                           | Národní křesťanská strana                           | 5 878     | 0,33  | 0       |
|                           | Nezávislí                                           | 45 152    | 2,54  | 0       |
| Celkem                    | Celkem                                              | 1 775 377 | 100   | 104     |
|                           |                                                     |           |       |         |
| Platné hlasy              | Platné hlasy                                        | 1 775 377 | 94,99 | —       |
| Neplatné hlasy            | Neplatné hlasy                                      | 93 713    | 5,01  | —       |
| Celkem hlasů              | Celkem hlasů                                        | 1 869 090 | 100   | —       |
| Registrovaní voliči/Účast | Registrovaní voliči/Účast                           | 2 356 614 | 79,31 | —       |
| Zdroj: Nohlen & Stöver    |                                                     |           |       |         |